# グランド・アンセ・プラスリン
グランド・アンセ・プラスリン（英語: Grand Anse Praslin、フランス語: Grand'Anse Praslin、セーシェル・クレオール語: Grand Ans Pralen）は、セーシェルの地区のひとつ。グラン・アンス・プラスリンとも表記する。

## 地理
プララン島にあり、以下の島もグランド・アンセ・プラスリンに属する。
- Cousin Island
- Cousine Island
- Booby Island
- Aride Island

## 交通
- プララン島空港（英語版）

## 隣接行政区画
- バイエ・セント・アンセ